# モーリッツ・ブランド
モーリッツ・ブランド（Moritz Brand、1844年 - 1927年）は、ザクセン王国の死刑執行人である。
ザクセン王国の死刑執行人として105人の死刑を執行、その後はドイツザクセン州の死刑執行人として57人の死刑を執行した。
彼はグレーテ・バイアー (de:Grete Beier) の死刑を執行したことで有名である。
現在でもエーデランの郷土博物館には多くの展示がある。